# Giacinto Vicinanza
Giacinto Vicinanza (Salerno, 5 ottobre 1882 – San Martino del Carso, 28 giugno 1916) è stato un militare italiano, decorato di medaglia d'oro al valor militare alla memoria nel corso della prima guerra mondiale.

## Biografia
Nacque a Salerno il 5 ottobre 1882, all'interno di una famiglia di professionisti, figlio di Stanislao e di Alessandrina Barbaro. Nel 1903 conseguì a Napoli la licenza in fisico matematica, e si arruolò nel Regio Esercito in qualità di allievo ufficiale nel 12º Reggimento fanteria, venendo nominato nel maggio 1904 sottotenente di complemento in forza all'11º Reggimento fanteria, della Brigata Casale. L'anno dopo, superati gli esami, transitò nel ruolo degli ufficiali in servizio permanente effettivo. Frequentata la Scuola di applicazione di fanteria, dove ottenne lusinghieri apprezzamenti per il telemetro da campagna di sua invenzione, fu assegnato al 42º Reggimento fanteria. Nel 1908 fu promosso tenente e l’anno seguente assegnato al truppe coloniali della Somalia. Rientrato in Italia nel 1910, partì nell’ottobre del 1911 con il 63º Reggimento fanteria per la Libia dopo lo scoppio della guerra italo-turca. Si distinse nei combattimenti di Henni e di Sciara Sciat dal 26 al 29 ottobre e di Hamidié il 6 novembre, venendo decorato di una medaglia d’argento al valor militare. Fu decorato anche di una medaglia di bronzo al valor militare per essersi distinto nei combattimenti contro gli Orfella, a Misurata, il 18 luglio 1912. Rientrato in Patria nel settembre successivo, nell'ottobre 1913 fu ammesso a frequentare i corsi della Scuola di guerra. Divenuto capitano a scelta nel dicembre 1914, all’inizio della guerra contro l’'Impero austro-ungarico, il 24 maggio 1915, si trovava a disposizione del comando della 29ª Divisione per il servizio di Stato maggiore, e vi rimase per circa un anno. Nel maggio 1916 assunse il comando della 5ª Compagnia  del 47º Reggimento fanteria della Brigata Ferrara  che, il 28 giugno fu scelta, insieme alla 6ª per attaccare una forte trincea nemica antistante le rovine del villaggio di San Martino del Carso. Alle ore 15:00 si lanciò decisamente all'attacco alla testa della sua compagnia irrompendo nella trincea avversaria e benché rimasto gravemente ferito, non abbandonò il combattimento finché non cadde colpito a morte da una raffica di mitragliatrice sparata dal Monte San Michele. Alla trincea conquistata con tanto coraggio e sacrificio fu successivamente dato il suo nome. Con Decreto Luogotenenziale del 22 luglio 1916 fu insignito della medaglia d’oro al valor militare. Un Istituto comprensivo di Salerno porta il suo nome.

### Annotazioni
1. ↑  Il comandante della Brigata, maggior generale Francesco Rocca, quella mattina gli fece pervenire un messaggio che diceva: So che la sua compagnia e una delle due che questo pomeriggio alle 15, dovranno irrompere sulla trincea nemica e precisamente in quella di destra. La più importante per la posizione. Lei sa che io molto attendo da lei e io so che da lei molto posso pretendere. Le truppe che vi avrà destinate devono in un balzo essere nella trincea nemica. Che ciò sia dipende dalla sua volontà, dalla sua intelligenza dipenderà il conservare l'acquisto fatto. Ella possiede l'una e l'altra in alto grado: se ne valga e faccia onore a se, al suo reggimento, alla Patria.
2. ↑  Giuseppe Ungaretti nella sua prima raccolta di poesie Il porto sepolto scrisse una lirica intitolata San Martino del Carso in cui raccontava la cruenta battaglia che si era svolta in quel luogo. Dei 262 soldati appartenenti alla Compagnia solo 45 riuscirono a rientrare nella propria linea di difesa.

### Fonti
1. 1 2 3 4 5 6 7 8 9 10 11  Combattenti Liberazione.
2. 1 2  Carolei, Greganti, Modica 1968, p. 212.
3. ↑  Coltrinari, Ramaccia 2018, p. 87.
4. 1 2 3  Coltrinari, Ramaccia 2018, p. 96.
5. ↑  Medaglie d'oro al valor militare sul sito della Presidenza della Repubblica